# Shaowu
Shaowu (邵武市S, ShàowǔP) è una città-contea della Cina, situata nella provincia del Fujian.